# RVBA
 (octobre 2024).
Si vous disposez d'ouvrages ou d'articles de référence ou si vous connaissez des sites web de qualité traitant du thème abordé ici, merci de compléter l'article en donnant les références utiles à sa vérifiabilité et en les liant à la section « Notes et références ».

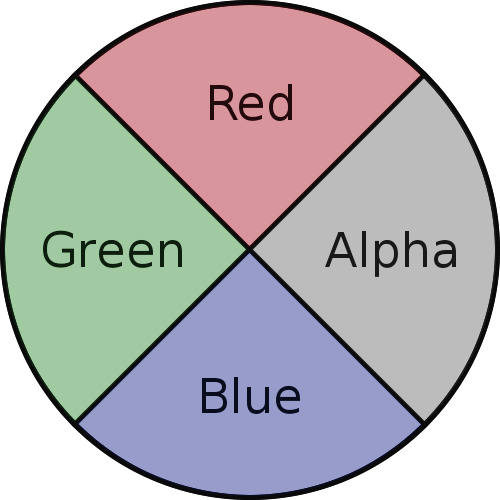
Logo représentant les quatre canaux du RGBA

En infographie, RVBA (sigle signifiant Rouge Vert Bleu Alpha), ou en anglais : RGBA (Red Green Blue Alpha), est une extension du format de codage des couleurs RVB qui lui ajoute un canal alpha qui détermine l’opacité, pour calculer une image numérique composée de calques virtuels, superposés.

## Principe
Le codage comprend la valeur des trois composantes de couleur primaire rouge, vert, bleu entre 0 et 1 exprimée soit par un octet (0 à 255), soit en pourcentage. Le canal alpha vaut aussi entre 0 et 1, les programmes doivent ramener à la valeur autorisée la plus proche toute valeur hors limites.
Le calcul de la couleur se fait récursivement pour chaque primaire en partant du fond : la valeur canal alpha, notée a détermine la proportion de chaque composante Cf ∈ {R,V,B} de la couleur du fond qui se mélange à son homologue C de la couleur supérieure. Le composite est égal à (1-a) × Cf + a × C de sorte que quand a est nul, le calque est transparent et seule apparaît la couleur du fond, et quand a vaut 1, il est opaque et cache complètement le fond. Le résultat de ce calcul est la couleur du fond pour le calque suivant, s'il y en a.